# Света Катарина (Пићан)
Света Катарина је насељено место у саставу општине Пићан у Истарској жупанији, Хрватска. До територијалне реорганизације у Хрватској налазила се у саставу старе општине Лабин.

## Становништво
На попису становништва 2011. године, Света Катарина је имала 342 становника.

## Попис1991.
На попису становништва 1991. године, насељено место Света Катарина је имало 403 становника, следећег националног састава:
| Попис 1991.‍  | Попис 1991.‍  | Попис 1991.‍ | Попис 1991.‍ | Попис 1991.‍ |
| ------------ | ------------ | ----------- | ----------- | ----------- |
|              |              |             |             |             |
| Хрвати       | Хрвати       |             | 307         | 76,17%      |
| Муслимани    | Муслимани    |             | 10          | 2,48%       |
| Срби         | Срби         |             | 1           | 0,24%       |
| неопредељени | неопредељени |             | 2           | 0,49%       |
| регион. опр. | регион. опр. |             | 83          | 20,59%      |
| укупно: 403  |              |             |             |             |